# Rivierenwijk (Deventer)
Rivierenwijk is een wijk van de Nederlandse gemeente Deventer, in de provincie Overijssel. De wijk in de stad Deventer bevindt zich tussen de spoorlijn Deventer-Arnhem/Deventer-Almelo en het bedrijventerrein Bergweide en wordt doorsneden door de ontsluitingsweg Amstellaan. De wijk bestaat uit (voormalige) arbeiderswoningen, laagbouwflats, winkelcentrum Deltaplein en een park.
In maart 2007 werd de wijk op de lijst van 40 probleemwijken van minister Vogelaar van VROM gezet. Sindsdien werd er gewerkt aan een grootscheepse renovatie annex herinrichting van de Rivierenwijk, die in het voorjaar van 2019 officieel werd afgerond.